# 急滝川
急滝川（きゅうたきがわ）は、神通川水系熊野川の支流。延長は2.83キロメートル。

## 特徴
御前山を源流としており、高位の河岸段丘である船峅台地（舟倉野）上を流れた後、下流部で落差20メートル程度の段丘壁をなだれ落ちてから熊野川と合流する。
肥沃な土壌でありながら、水不足に悩まされてきた船峅台地上の集落において台地上を流れる急滝川は舟倉用水が建設される前までは、虫谷川と共に貴重な水源となっていた。
急滝川流域（舟倉古田地帯　寺家　市場　坂本部落）で収穫される米は他の地域と比べて格別に美味であると言われる。

## 観光
- 寺家公園
- 池原隧道